# San Juan Bautista en el desierto
San Juan Bautista en el desierto es un cuadro atribuido a Diego Velázquez, aunque ello se ha puesto en entredicho desde 1960. Se conserva en el Instituto de Arte de Chicago.
Fue donado al museo por la coleccionista norteamericana Barbara Deering Danielson, en 1957.
Javier Portús Pérez, conservador de pintura española del Museo del Prado y especialista en el trabajo del sevillano, considera que la atribución a Diego Velázquez es correcta, y no la teoría de que el autor de esta obra fue el también andaluz Alonso Cano.
Hasta 1961 fue catalogado como un Velázquez auténtico, aunque a partir de 1990 se le atribuyó únicamente la autoría de un maestro sevillano probablemente desconocido. Desde 1965 se excluye de las monografías y catálogos razonados sobre Velázquez, como el de Jonathan Brown y José López-Rey.
En 2007 estuvo en el Prado para la exposición Fábulas de Velázquez. De acuerdo a Portús, quien estudió in situ la obra —comparándola con La adoración de los magos— la obra revela «diferencias importantes, las mismas que han aconsejado a muchos rechazar la paternidad velazqueña, pero mostró algunas afinidades significativas nos encontramos ante un tema complejo y por ahora irresoluble. Todos los análisis técnicos que se han hecho de la obra de Chicago muestran similares resultados a los que arrojan las obras sevillanas de Velázquez y no hay ningún elemento significativo común a éstas que esté ausente en el San Juan Bautista. Puede resultar muy útil tener en cuenta su relación con Los borrachos».